# 광명 스피돔
광명 스피돔은 경기도 광명시 광명7동에 위치한 실내 경륜 경기장이다. 약 3만명(1만9백석의 관람석) 수용 규모이다.
광명  돔경륜장은 국민체육진흥공단이  "1999년 8월 수도권 13개 시에 경륜장 후보지 추천을 의뢰한 결과 5개시 6개 지역(광명·부천·의정부·남양주·시흥)으로부터 추천을 받아 11월29일 광명시를 경륜장 건립후보지로 선정했다.  2005년 12월말에 준공을 실시하고, 2006년 2월에 개장했다.
국민체육진흥공단의 경륜사업이   2006년 2월 17일 서울 잠실경륜장 시대를 마감하고  광명돔경륜장(광명 스피돔)으로 이전했다.